# Cyanotis racemosa
Cyanotis racemosa är en himmelsblomsväxtart som beskrevs av Benjamin Heyne och Justus Carl Hasskarl. Cyanotis racemosa ingår i släktet Cyanotis och familjen himmelsblomsväxter. Inga underarter finns listade.